# Mala prsna mišica
Mala prsna mišica (latinsko musculus pectoralis minor) je tanka trikotna mišica, ki se nahaja pod veliko prsno mišico. Izvira iz medialnega roba korakoida lopatice ter se narašča na anteriorni del zgornjega roba 3-5 rebra.
Mišica priteguje lopatico, priteguje ključnico navzdol in naprej. Je tudi pomožna inspiracijska mišica.
Oživčuje jo pektoralni živec (C6 in C8).